# Sport i Skellefteå
Sport i Skellefteå avser sport i Skellefteå från det att Skellefteå blev stad 1845 och framåt.
Skidor är en av de sporter som haft framgångsrika idrottare i Skellefteå. 
Klimatet i norra Västerbotten med korta somrar och långa vintrar i kombination med avsaknaden av inomhuslokaler bromsade länge utvecklingen av flera idrotter. 
År 1953 utropades Skellefteå till Sveriges Idrottsstad av Idrottsbladet.

## Skytte
Skarpskytterörelsen var en föregångare till idrotten, den var dock mer inriktad på försvar än tävlande. År 1863 grundades Skellefteå Skyttegille och därefter följde skytteföreningar med egna skjutbanor runt om i byarna. Det var också skytteföreningarna som anordnade de första tävlingarna i allmän idrott i Skelleftebygden. Löpning, hopp och kast blev en del i deras nöjesverksamhet som drog många deltagare och stor publik. Det var just en sådan fest, skyttefesten i Bureå 1904, och intäkterna från denna som låg till grund för den första idrottsföreningen, som bildades samma år.

## Friidrott
Bertil Friman, tävlande för IFK Skellefteå, var en tidig lokal stjärna i friidrott. År 1910 satte han distriktsrekord i tresteg, 12,85 meter. Vid den tiden räknade man ihop bästa kast från båda händerna vid spjutkastning och hans rekord var 75 meter. Efter att första världskriget bröt ut ställdes distriktsmästerskapen in 1914.
Intresset för friidrott ökade i och med att anläggningar som Norrvalla i Skellefteå anlades på 1930-talet. I början av 2020-talet var Norrvalla den enda kvarvarande arenan för större tävlingar i friidrott.
Gösta Brännström, född i Jörn, tävlade först för Bolidens FFI och sedan Skellefteå AIK. Han vann totalt tre SM-guld på 400 meter, tangerade det svenska rekordet och tillhörde landslaget under flera år. År 1950 var han en i stafettlaget som tog brons på 4×400 meter vid EM i Bryssel. Hans personliga rekord på 400 meter – 47,4 sekunder – hade räckt till SM-silver 2021.
Lennart Hedmark från Hedensbyn hade Leif Hellgren från Degerbyn som instruktör. Han vann totalt tre SM guld i spjut och bytte därefter sport till tiokamp där hans främst framgång var EM-silver.
Under 1960- och 1970-talen blev Bertil Ersson, född i Mångbyn, Lövånger en välkänd friidrottsledare. Han var med och grundade Skellefteå AIK:s friidrottsskola och löpartävlingen Midnight Marathon. Erssons efterträdare Kjell-Göran Marklund förvaltade hans idéer väl. Han utvecklade friidrottsskolan och Midnight Marathon. Men hans stora gärning blev motionsloppet Broarna Runt, som arrangerats under sju vårkvällar varje år sedan 1965.

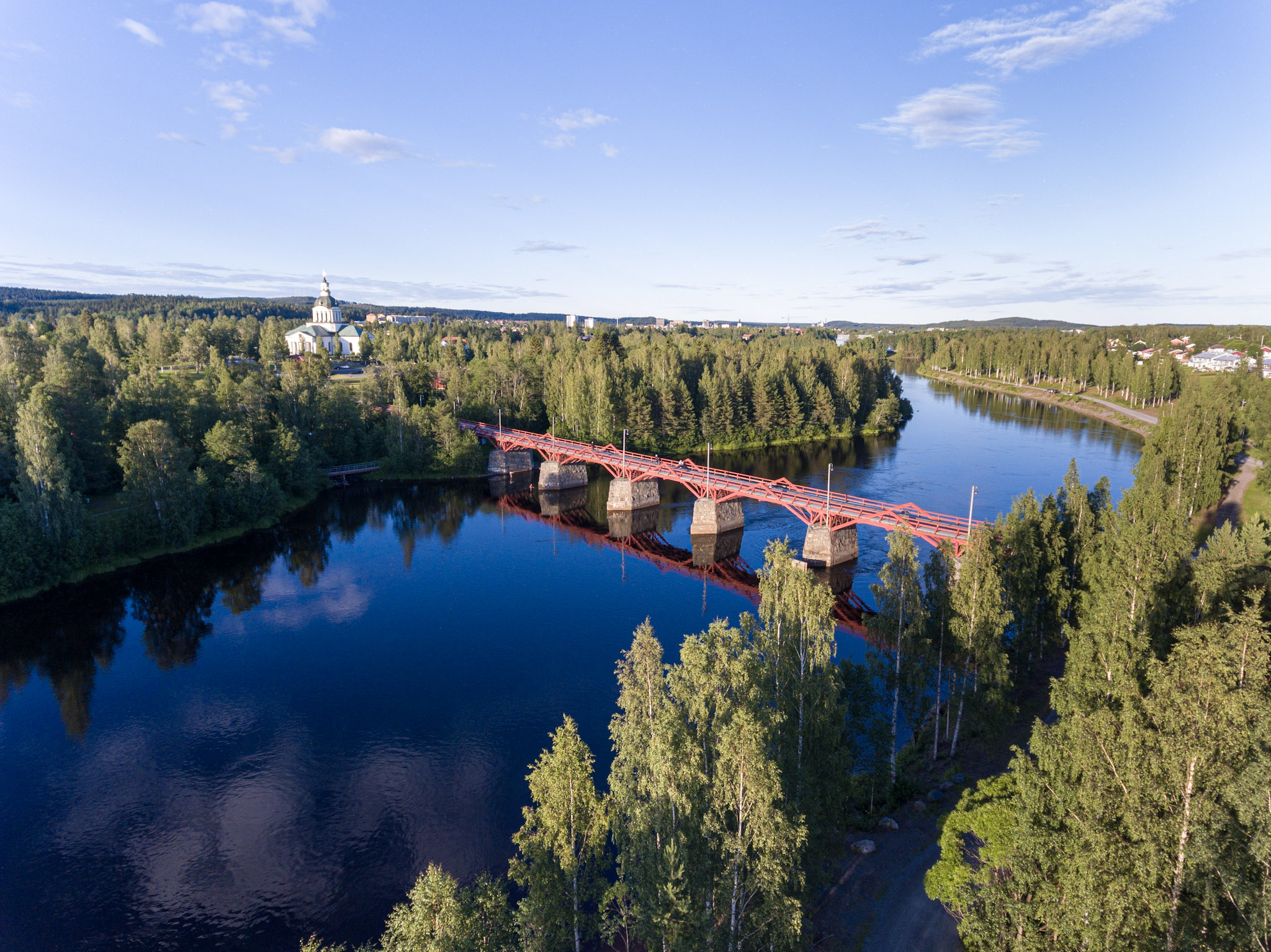
Lejonströmsbron är en av broarna i loppet Broarna Runt.

## Löpning
Stadslöpningar blev populära på 1920-talet och 1924 hölls det första Skellefteå Runt med start och mål vid läroverket. Totalt deltog åtta tiomannalag som sprang stafett. Som vinnare stod Byske & Ytterstfors IF.
Bland framstående löpare märks Birgit Bringslid som tog fyra SM-guld på sträckorna 3000 m, 10 000 m och halvmaraton och medverkade i 10 landskamper åren 1976–1991.

## Skidor
Skidtävlingar har en lång tradition i Skellefteå och Västerbotten. År 1894 anordnades den första, officiella skidtävlingen i Skellefteå. Då deltog 15 skidåkare i loppet som startade på Storgatan, ett stycke öster om sågverkspatronerna Markstedts träslott. Loppet var 27 kilometer och vanns av tiobarnspappan Oskar Isaksson, då  38 år. 
Vid 18 km-loppet i olympiska vinterspelen i Salt Lake 1932 och femmilen i OS i Garmisch-Partenkirchen 1936 tog skidåkaren Axel Wikström från Stämningsgården och Skellefteå AIK hem med två silvermedaljer. Vid hemkomsten 1932 hyllades han av ett par tusen personer vid järnvägsstationen. År 1968 erhöll Toini Gustafsson (Rönnlund) från Skellefteå Skidklubb Svenska Dagbladets bragdmedalj efter sina prestationer i vinter-OS i Grenoble. Där vann hon guld i de individuella loppen över 5 km och 10 km och silver i stafetten. Hon var gift med Assar Rönnlund som efter VM-gulden i Zakopane erhöll bragdmedaljen 1962.
Skellefteå har stått värd för ett flertal SM-veckor på skidor – 1959, 1971, 1988 och 2018.

## Tennis
År 1927 bildades Skellefteå Tennisklubb. Eftersom de även ville spela vintertid fick de hyra in sig i samskolans gymnastiksal (senare bespisning, nuvarande Hallen på Nordanå). Den blev dock för trång efter en kort tid. Tennisklubbarna lät bygga sina egna hallar på 1960-talet. Bolidens Tennisklubb höll till i Bolidenbolagets tennishall vid Sidtjärn och i Kroksjön uppförde sågverksägaren Harry Hultgren med egna plank, bräder och pengar, en tennishall där även Skellefteå Tennisklubb blev flitig hyresgäst.
I och med tennisboomen under 1970-talet blev tennis en folksport. Bland Skellefteås talanger i den vågen fanns Joakim Nyström som producerade segrar i de fyra stora Grand slam-turneringarna och Davis Cup. Han vann, tillsammans med kompisen Mats Wilander, i Wimbledons dubbel 1986. Nyström vann även Davis Cup med det svenska landslaget 1986 och segrade över både John McEnroe och Boris Becker.
År 1990 byggdes Skellefteå Tennisklubbs egen tennishall vid Vitberget. Hallen överlevde både räntekrisen på 1990-talet och ett takras snövintern 2010. När den byggdes tog padel över två av de tidigare tennisbanorna.

## Bordtennis
I november 1938, samma år som de tagit VM-brons i dubbel, besökte de brittiska bordtennisstjärnorna Hyman Lurie och Eric Filby Skellefteå. Sporten blev stor i både byar och mindre samhällen.

## Ishockey

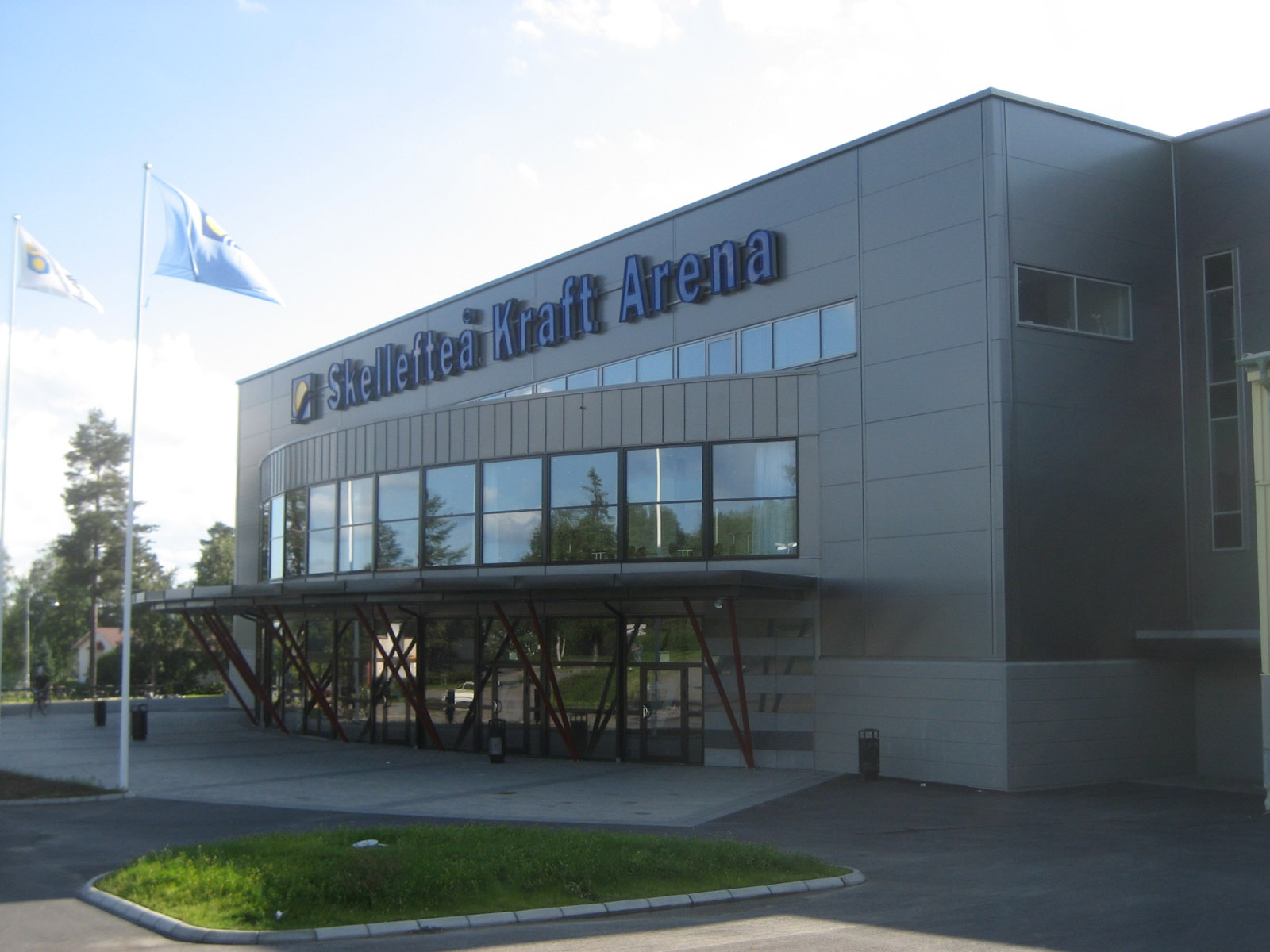
Skellefteå Kraft Arena, 2008.

År 1952 tog den första hockeyspelaren från Skellefteå en olympisk medalj. Det var Göte Almqvist som var med och tog brons i Oslo. År 1964 var Acka Andersson och Klimpen Häggroth med och tog OS-silver. År 1984 var Göran Lindblom och Thomas Åhlén med och tog brons i OS i Sarajevo 1984 och Jimmie Ericsson var med och tog en silvermedalj vid OS i Sotji 2014. 
På Anderstorpsskolan finns ett hockeygymnasium som haft stor betydelse för ishockeyns utveckling i Skellefteå.

## Simning
År 1931 stod varmbadhuset på Storgatan klart. I och med detta togs de första initiativet till att slå samman simsektionerna i Skellefteå IF och Skellefteå AIK. Så lades också grunden för den nya klubben Skellefteå Simklubb S34 som bildades några år senare. En av simmarna med stor talang var Anders Renhorn, badmästare och därmed proffsförklarad, varpå han tvingades avbryta sin simmarkarriär. Till landslaget kom bröderna Curt och Bengt Furberg, samt Peter och Gunnar Bergengren. Vid OS i Helsingfors 1952 simmade Rolf Olander lagkappen 4×200 m. Vid SM 1955 tog Skelleftesim sin första SM-medalj i lagkappen 4×100 meter.
År 1956 öppnade Örjansbadets 25-metersbassäng. I och med detta flyttade Skellefteå Simklubb till Skelleftehamn och ombildades senare till Skellefteå-Rönnskärs Simklubb som tog tre SM-medaljer i lagkapp 1961. År 1970 byggdes Eddahallen i Skellefteå.

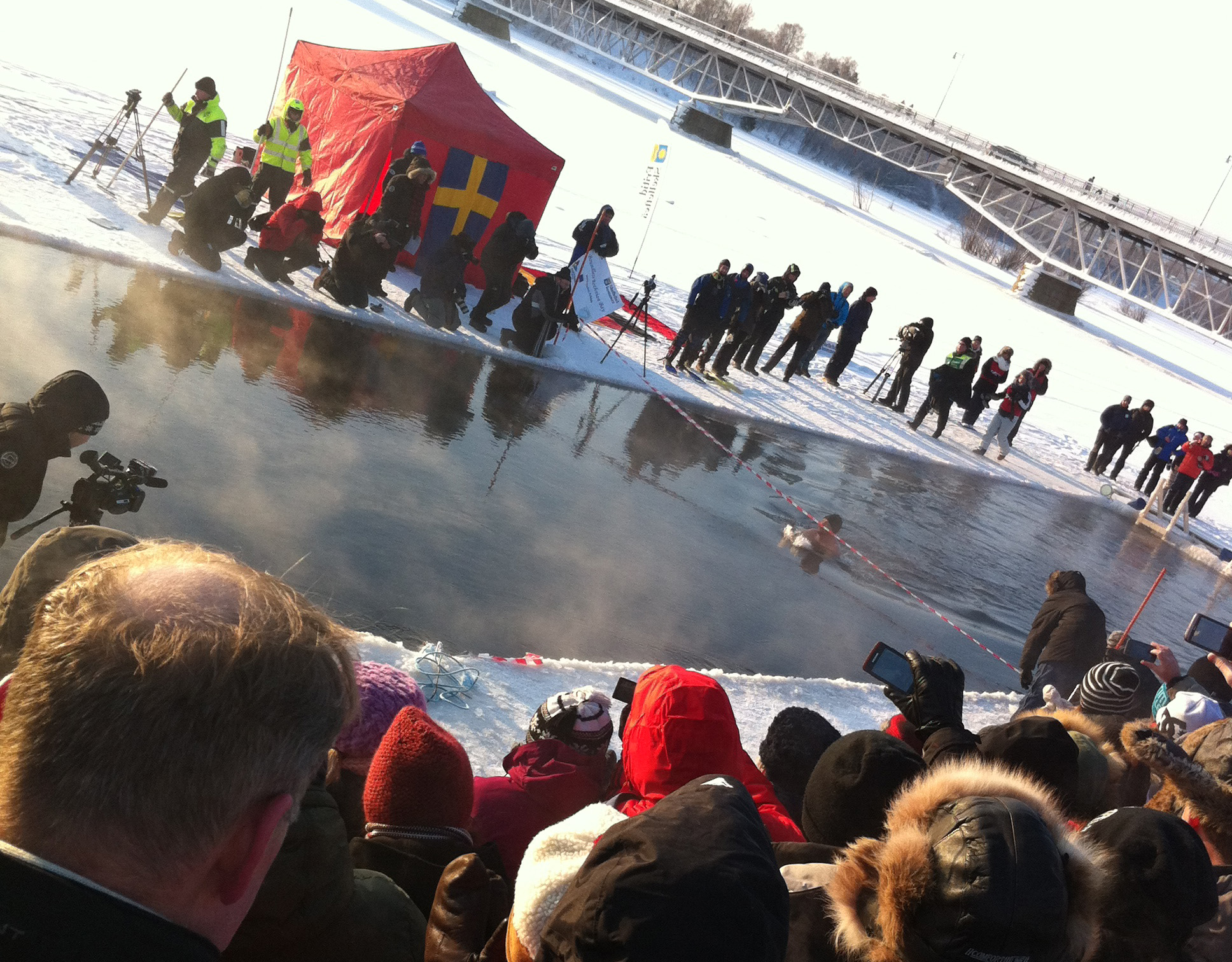
Fritidsnämndens ordförande Daniel Ådin inviger landets första SM i Vintersimning i Skellefteå 4 feb 2012 i trettiogradig kyla.

Bland framgångsrika simmare från Skellefteå hittas Eila Nilsson, ursprungligen aktiv i Norsjö simklubb senare i Skellefteå. Hon tog OS-silver vid Paralympics i Toronto 1976 på 50 m frisim och 50 m bröstsim. Vid Paralympics i Atlanta 1996 tog hon dubbla guld – på 50 m frisim och 100 m frisim. Dessutom satte hon ett världsrekord. Vid VM i simning 1990 vann Åsa Wilhelmsson, Skellefteå HIF fem guld.

## Hästsport
Under 1900-talets första decennium förekom travtävlingar på Skellefteälvens is. 
Under början av 1950-talet anlades   Skellefteå Travbana, en första fast plats för travet. Ett av de årliga folkfesterna, Midsommartravet, går av stapeln på Skelleftetravet. En av Skellefteås travprofiler är tränaren och kusken Stig Lindmark från Gärdsmark som vann mer än 3 000 travlopp. 
Ridhus fanns i början av 2020-talet på Morö Backe, Skellefteå. Under 2000-talet har intresset för körning med häst har vuxit starkt.

## Motorsport
Den 14 augusti 1903 besökte den första automobilen Skellefteå. Det dröjde dock till 1922 tills Skellefteå Motorsällskap (SMS) bildades. Fem år senare, 1927, kördes en istävling för lastbilar på Falkträskets is och året därpå en fem dygns biltävling i tillförlitlighet från Skellefteå via Byske, Myrheden, Norsjö och Dorotea till Sundsvall. SMS har i 100 år ansvarat för en stor mängd publikdragande tävlingar på is, grusvägar, flygfält, gator och fasta anläggningar.
Under andra världskriget låg motorsporten nere som en följd av ransonering på bensin och gummi. SMS höll dock i ett lådbilsrally i Dalkarlsliden.
EM-serien i dragracing 1992 vanns av Monica Öberg som länge var en av Europas bästa förare i dragracing. Men Robert Dahlgren är kanske den racerförare från Skellefteå som nått längst. Dahlgren har över 100 pallplatser och flera segrar genom åren i STCC, Scandinavian Touring Car Championship. 
År 2014 anordnades VM i skotercross på Vitberget, ett av SMS största arrangemang.

## Stora idrottsarrangemang
År 2018 anordnades den nionde tevesända SM-vinterveckan i Skellefteå. Totalt visade SVT 27 idrotter – alpinrodel, alpint (slalom, parallellslalom, storslalom), bowling, casting, cricket, crosskart, curling, cykeltrial, danssport, draghundsport, freeski big air och slopestyle, jujutsu, klättring, längdskidor, puckelpist, parallellpuckelpist, radiostyrd bilsport, rallysprint, rallycross, rullstolsinnebandy, skicross, skidorientering, snowboard big air och slopestyle, stadioncross, styrkelyft, squash, taekwondo och X-trial. I Bygdsiljumbacken arrangerade UHSK Umeå Alpina freestylegrenarna. Arrangemanget besöktes av omkring 130 000 åskådare.
Andra stora arrangemang:
- Svenska skidspelen 1957
- Junior-SM i friidrott 1962
- SM i budkavleorientering 1964
- SM i friidrott 1977
- världscupen i schack 1989
- VM i skidorientering 1990
- Nordiska mästerskapen i orientering 1995
- Världsmästerskapet i innebandy för herrar 1996
- Junior-VM i ishockey 2000
- SM i konståkning 2017
- inomhus-JSM i friidrott 2022
- SM-deltävling i snöskotercross 2022